# María Kolésnikova
María Aleksándrovna Kolésnikova o María Alyaksándrauna Kalésnikava (en ruso: Мари́я Алекса́ндровна Коле́сникова, en bielorruso: Мары́я Алякса́ндраўна Кале́снікава; Minsk, 24 de abril de 1982) es una música, directora de orquesta, activista cultural y política de Bielorrusia. Es solista en flauta y profesora de música. En 2020, se hizo especialmente conocida por participar en la campaña de las elecciones presidenciales de Bielorrusia junto a la líder opositora Svetlana Tijanóvskaya y Veronika Tsepkalo (esposa de Valeri Tsepkalo). Se incorporó a ella como jefa de campaña del candidato opositor Víktor Babariko detenido en julio de 2020. Forma parte del Consejo opositor de Bielorrusia. De las tres líderes, es la única que permanece en Bielorrusia en septiembre de 2020. El 7 de septiembre se informó que unos desconocidos la habían detenido. Posteriormente se informó de que había roto su propio pasaporte en un intento de evitar ser expulsada del país.
En septiembre de 2021, un tribunal de Minsk condenó a Kolésnikova a 11 años de prisión por “atentar contra la seguridad nacional”.

## Trayectoria musical
Nació en Minsk y, tras completar estudios de solista como flautista en Minsk, se graduó en la Academia de Música de Bielorrusia y continuó su formación sobre Música Antigua y Contemporánea en Alemania, en la Universidad Estatal de Música y Artes Escénicas de Stuttgart. También fue becaria de la Fundación Yehudi Menuhin.
Ha participado en numerosos festivales de música en Alemania y en el ámbito internacional con diversos grupos como ECLAT, Donaueschingen MusikTage, TonArt Esslingen, etc. Desde 2016, María Kolésnikova ha estado trabajando en sus propios proyectos y como profesora de música clásica.  Desde 2017, trabaja como jefa de proyectos del Artempfestival. Regresó de Alemania donde vivió los últimos 12 años para dirigir un proyecto cultural a petición de Víktor Babariko y acabó convirtiéndose en la jefa de campaña de Babariko tras su detención.

## Trayectoria política
En 2020, se unió a la campaña del banquero y opositor Víktor Babariko dispuesto a disputar la presidencia de Bielorrusia a Aleksandr Lukashenko.
«¿Cómo podemos poner nuestro nivel de comodidad al mismo nivel de la necesidad de cambio en nuestro país? Creo que  muchos de los que nos apoyan en este momento han venido con este mensaje. Y yo, como música y como persona que crea una gran cantidad de proyectos que denuncian algunos problemas en la sociedad, en la realidad o en el poder. Mi obra de arte no tendrá ningún valor si digo: "¡Oh, eso es todo, tienes un lío aquí, voy a mi casa en Stuttgart, bebería champán en el balcón y miraría las rosas!"»

«No tiene sentido hacer arte, a través del cual he estado hablando de libertad durante toda mi vida, de lo difícil que es crear con censura, si en el momento en que puedo ayudar y cambiar algo, me mantengo al margen. Y estoy casi segura de que muchos de mis colegas tienen exactamente la misma motivación: “Si podemos ayudar, debemos hacerlo, a pesar de la pérdida de nivel de comodidad o la pérdida de algunos pequeños placeres de la vida.» 
Cuando en julio de 2020 Víktor Babariko fue detenido, Kolésnikova dio un paso adelante y se sumó públicamente a la campaña de Svetlana Tijanóvskaya y Veronika Tsepkalo participando en sus mítines. La foto de las tres mujeres se convirtió en el símbolo de la campaña opositora.

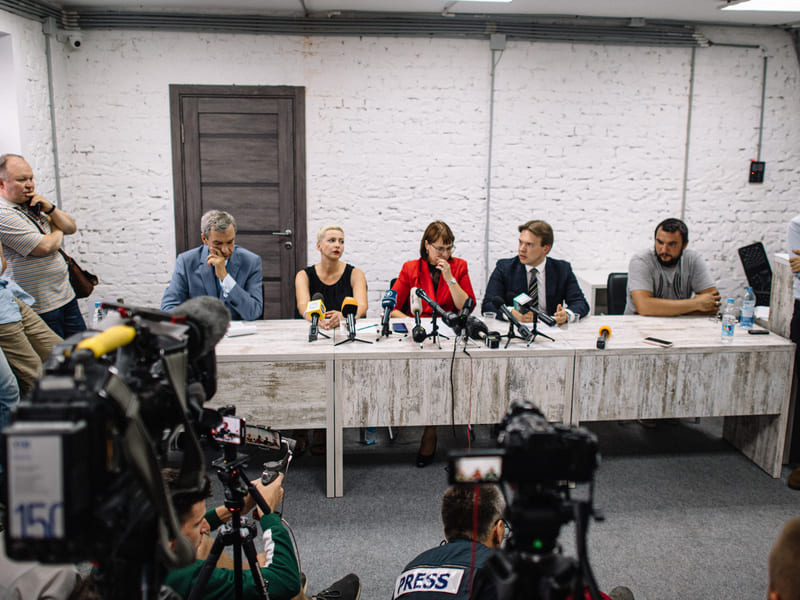
Conferencia de prensa del Consejo Coordinador Opositor de Bielorrusia

Tras la crisis por las protestas de fraude en el resultado electoral, Kolésnikova continúa en Bielorrusia mientras Tijanóvskaya se exilió a Lituania y Veronika Tsepkalo escapó a Rusia reuniéndose con su marido que salió del país con sus hijos, tras amenazas, días antes de la recta final de la campaña de las elecciones presidenciales.

## Posiciones
Kolésnikova ha explicado que los acuerdos con Tijanóvskaya se basan en el llamamiento a la población para que acuda a votar en las elecciones del 9 de agosto, reclamar la liberación de presos políticos y económicos, con el derecho a revisar los casos en tribunales independientes y justos, y la repetición de las elecciones.
Kolésnikova considera que la crisis debe resolverse internamente sin injerencia extranjera.
El 31 de agosto de 2020 en una entrevista a la Agencia EFE aseguraba que la protesta no tenía "hoja de ruta fija" y que la oposición no aspiraba a luchar por el poder porque, asegura, "no somos un partido político".